# Боевой вертолёт
Боевой вертолёт — категория военного вертолёта, предназначенная для поражения наземных и воздушных целей различным вооружением, а также для сопровождения и прикрытия транспортно-десантных и многоцелевых вертолётов.
Боевые вертолёты обычно входят в состав армейской авиации и ведут боевые действия во взаимодействии с сухопутными войсками.

## Разновидности боевого вертолёта
Боевые вертолёты разделяются по своей специализации на следующие типы:
- вертолёты огневой поддержки (ударные) — предназначены для подавления и уничтожения наземных подвижных и неподвижных целей противника и для уничтожения бронетехники (танки, БМП, БТР, бронеавтомобили и т. д.). В этот тип также включаются противотанковые вертолёты[5]➤;
- противолодочные вертолёты — для поиска и уничтожения подводных лодок.

## Особенности терминологии

### Вертолёты огневой поддержки
В СССР и в Российской Федерации, как в научно-познавательной литературе, издаваемой Военным издательством для широких слоёв населения, так и в литературе для служебного пользования, для обозначения боевых вертолётов, занимающихся подавлением и уничтожением наземных целей противника, принято употреблять термин «вертолёт огневой поддержки» (включая иностранные аналоги). Данный термин не использовался для противолодочных вертолётов.
При этом, например, советские вертолёты, по специализации принятой в СССР, а затем и в Российской Федерации, являвшиеся «вертолётами огневой поддержки» (вооружённые комплексами управляемого вооружения, значительно расширявшими их огневые возможности для поддержки сухопутных войск): Ми-24 (Ми-35) и Ка-29, благодаря наличию у них грузовых кабин сочетали в себе также и транспортно-десантные функции, в связи с чем классифицировались некоторыми экспертами как «транспортно-боевые вертолёты». На данный момент производитель вертолётов Ми-35 касательно образца использует оба определения: «вертолёт огневой поддержки» и «транспортно-боевой вертолёт».
В современной России в качестве синонима «вертолёт огневой поддержки» также распространено обобщающее определение «боевой вертолёт», наравне со специализированным термином «ударный вертолёт» (литературным переводом англ. Attack helicopter, фр. Hélicoptère d’attaque исп. Helicóptero de ataque, и т. д.). При этом последний термин в зарубежных источниках (так же как в русскоязычной военной терминологии) не применяют в отношении противолодочных вертолётов.

### Противотанковые вертолёты
Как в зарубежных, так и в русскоязычных источниках, противотанковые вертолёты в большинстве случаев не выделяются в отдельный тип боевых вертолётов, а считаются вертолётами огневой поддержки, с уточнением того, что основным назначением таких вертолётов является борьба с танками противника.

## Вооружение, использование и оснащение
В комплекс вооружения боевого вертолёта могут входить:
- противотанковые управляемые ракеты (ПТУР);
- неуправляемые авиационные ракеты (НАР);
- автоматические пушки;
- пулемёты;
- гранатомёты;
- авиационные бомбы;
- управляемые ракеты класса «воздух-воздух».

Основным противотанковым средством боевого вертолёта является ПТУР с кумулятивной боевой частью с дальностью полёта в более чем 4 километра. Благодаря возможности летать на низких высотах боевой вертолёт может поражать цель не входя в зону поражения противовоздушной обороны противника.
Боевые вертолёты могут использовать для нанесения удара кратковременный выход из складок местности, с зависанием на низкой высоте достаточной для целеуказания. Для снижения заметности боевого вертолёта и его защищённости, в конструкцию закладывается низкая эффективная площадь рассеяния несущего винта и фюзеляжа (площадь поперечного сечения фюзеляжа меньше чем у других типов вертолётов), а также снижается инфракрасное излучение двигателей, устанавливается оборудование пассивного радиопротиводействия радиолокационным станциям противника, и блоки постановки активных и пассивных помех ракетам с инфракрасными головками самонаведения.
Также, в целях снижения заметности боевого вертолёта и сокращения времени огневого воздействия противника, его конструкция должна обеспечивать высокую маневренность позволяющую быстро совершить отход в укрытие хвостом назад или боком, и производить полёты на малой и предельно малой высоте с огибанием рельефа местности. Для этого вертолёт конструктивно должен выдерживать положительные перегрузки при резком наборе высоты и отрицательные при резком снижении высоты. К примеру несущий винт и корпус вертолёта огневой поддержки AH-64A «Апач» рассчитаны на следующие перегрузки:
- кратковременные положительные перегрузки до +3,5 g на переходных режимах полёта;
- положительные перегрузки до +1,7 g на установившихся режимах;
- отрицательные перегрузки до −1,0 g на переходных режимах.

Для защиты экипажа боевого вертолёта и главных агрегатов машины проводится бронирование фюзеляжа от пуль стрелкового вооружения и снарядов малокалиберных пушек.

## Образцы основных боевых вертолётов
Основные образцы российских и зарубежных боевых вертолётов:
- Ми-24ВМ
- Ка-27
- Ми-28Н «Ночной охотник»
- Ка-50
- Ка-52 «Аллигатор»
- AH-1Z Viper
- AH-64A Apache
- SH-3 Sea King
- Sikorsky SH-60 Seahawk
- Sikorsky UH-60 Black Hawk
- SA 342
- SA 365
- Eurocopter Tiger
- WG-13
- Bo 105